# Hadash assour min haTorah

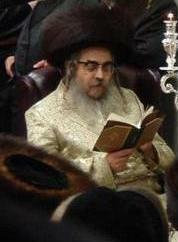
Les haredim (ici des hassidim de Satmar autour de leur Rebbe Aaron Teitelbaum) manifestent leur refus de la modernité jusque dans leur tenue vestimentaire.

Hadash assour min haTorah (hébreu : חדש אסור מן התורה « le nouveau est interdit par la Torah ») est le mot d’ordre lancé par Moïshe Sofer, dit le Hatam Sofer, dans sa lutte contre la réforme du judaïsme. Elle illustre encore de nos jours la méfiance du monde haredi vis-à-vis de la modernité.
Ce slogan est inspiré de la Mishna (Orla 3:9) qui traite du statut de la nouvelle récolte céréalière et y répond par la position la plus intransigeante : « le nouveau est interdit par la Torah en tout lieu » ; l’interdiction de consommer la nouvelle récolte est non seulement d’ordre biblique (et donc à respecter sans demi-mesure), mais ce statut s’applique en tout lieu, en terre d’Israël comme hors de la terre d’Israël.
Sous la plume du Hatam Sofer, elle devient une opposition absolue à toute réforme ou innovation proposée dans le rite, les pratiques ou les coutumes ; la Torah est en effet éternelle et ses statuts sont valables pour toutes les époques,,